# Comuna de Janów
Janów (polaco: Gmina Janów) é uma gminy (comuna) na Polónia, na voivodia de Podláquia e no condado de Sokółka. A sede do condado é a cidade de Janów.
De acordo com os censos de 2004, a comuna tem 4469 habitantes, com uma densidade 21,5 hab/km².

## Área
Estende-se por uma área de 207,84 km², incluindo:
- área agricola: 62%
- área florestal: 33%

## Demografia
Dados de 30 de Junho 2004:
|                      | Total   | Total | Mulheres | Mulheres | Homens  | Homens |
| -------------------- | ------- | ----- | -------- | -------- | ------- | ------ |
|                      | pessoas | %     | pessoas  | %        | pessoas | %      |
| População            | 4469    | 100   | 2238     | 50,1     | 2231    | 49,9   |
| Densidade (pop./km²) | 21,5    | 100   | 10,8     | 10,8     | 10,7    | 10,7   |

De acordo com dados de 2002, o rendimento médio per capita ascendia a 1541,55 zł.

## Comunas vizinhas
- Dąbrowa Białostocka, Czarna Białostocka, Korycin, Sidra, Sokółka, Suchowola